# Asile Bethléem
L'asile Bethléem était une institution catholique privée se consacrant au soin des personnes âgées et des enfants ne pouvant subvenir à leurs besoins, installée à l'angle de la rue de la Raffinerie et de la rue Abbé-Gosse, dans le quartier du Mouillage à Saint-Pierre, en Martinique.

## Histoire

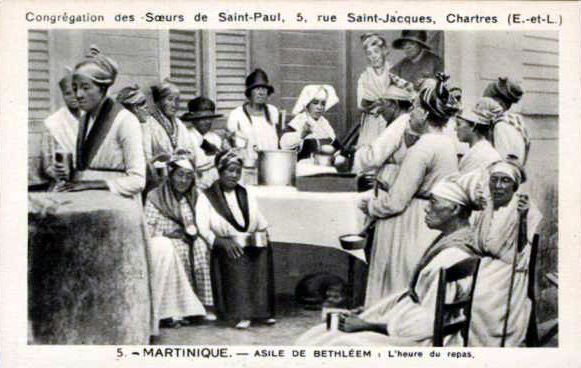
Repas servi par les sœurs de la congrégation de Saint-Paul de Chartres aux vieillards de l'asile Bethléem.

Les bâtiments abritent dès 1653, un logement conventuel et une raffinerie appartenant aux Ursulines. Après leur départ, le terrain et les bâtiments reviennent aux pères dominicains, puis à la paroisse du Mouillage.
En 1866, la conférence de Saint-Vincent-de-Paul cherche un lieu où loger soixante-dix personnes dont elle a la charge. Des religieuses hospitalières, les sœurs de Saint-Paul de Chartres, viennent les aider et quêtent pour les pensionnaires. Grâce aux nombreux dons, deux pavillons sont construits sur ce terrain donné par les demoiselles Duchamp de Chastaigné, issues d'une très ancienne famille pierrotine. L'un d'eux est réservé aux vieillards, l'autre aux enfants. Cette institution charitable catholique privée prend le nom d'asile Bethléem, en référence au village de Judée dans lequel la Sainte Famille avait trouvé refuge à la naissance du Christ.
Après le départ des sœurs de Saint-Paul de Chartres en 1874, Laure Duchamp de Chastaigné, que tout Saint-Pierre désigne sous le nom de « Madone », continue son œuvre charitable privée, secondée par l'Abbé Gosse, alors curé de la paroisse du Mouillage. Elle a pour chaque vieillard une chambrette propre, toujours sereine. Elle lave et bande leurs plaies sans fatigue, ni dégoût. Il est possible d'entrer et de sortir de l'asile à sa guise, sans que personne s'inquiète de savoir qui entre et d'où il vient. Il suffit de souffrir. En plus des malades qui y séjournent, ceux que l'on appelle les malades externes viennent chercher des médicaments aux heures de consultation, car un médecin est attaché à l'établissement.
L'asile est bâti sur deux niveaux entièrement lambrissés de bois. Les malades résident au rez-de-chaussée. L'établissement comprend également un joli jardin, une chapelle, une pharmacie et une chambre à bains, admirablement installée.
À sa mort en 1887, l'abbé Gosse est inhumé dans le chœur de la chapelle de l'asile, au pied de l'autel.
La terrible nuée ardente émise au matin du 8 mai 1902 par la montagne Pelée laisse l'asile à l'état de ruines. Laure Duchamp meurt avec tous ses pensionnaires dans la catastrophe.

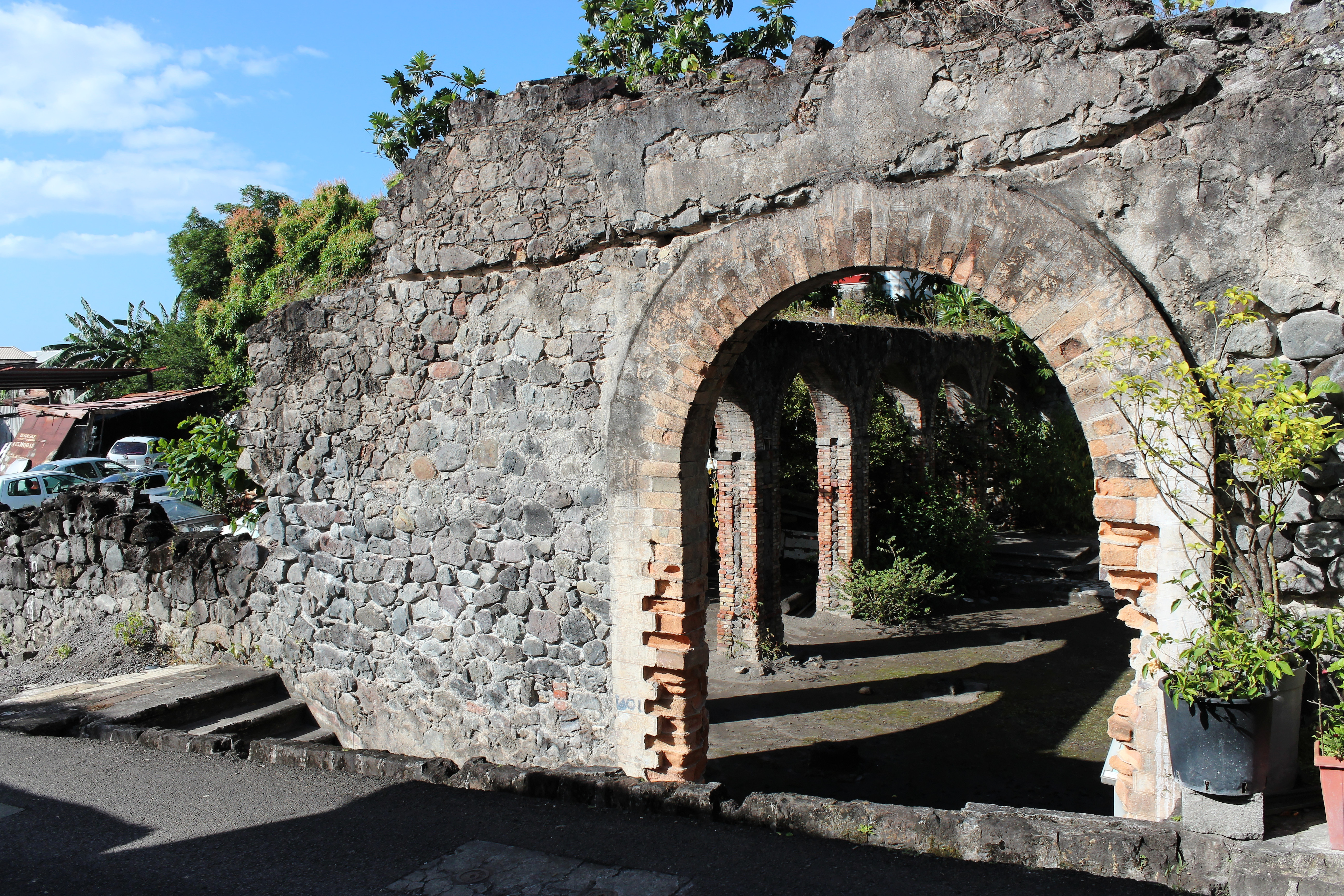
Porche d'entrée de la chapelle de l'asile Bethléem.
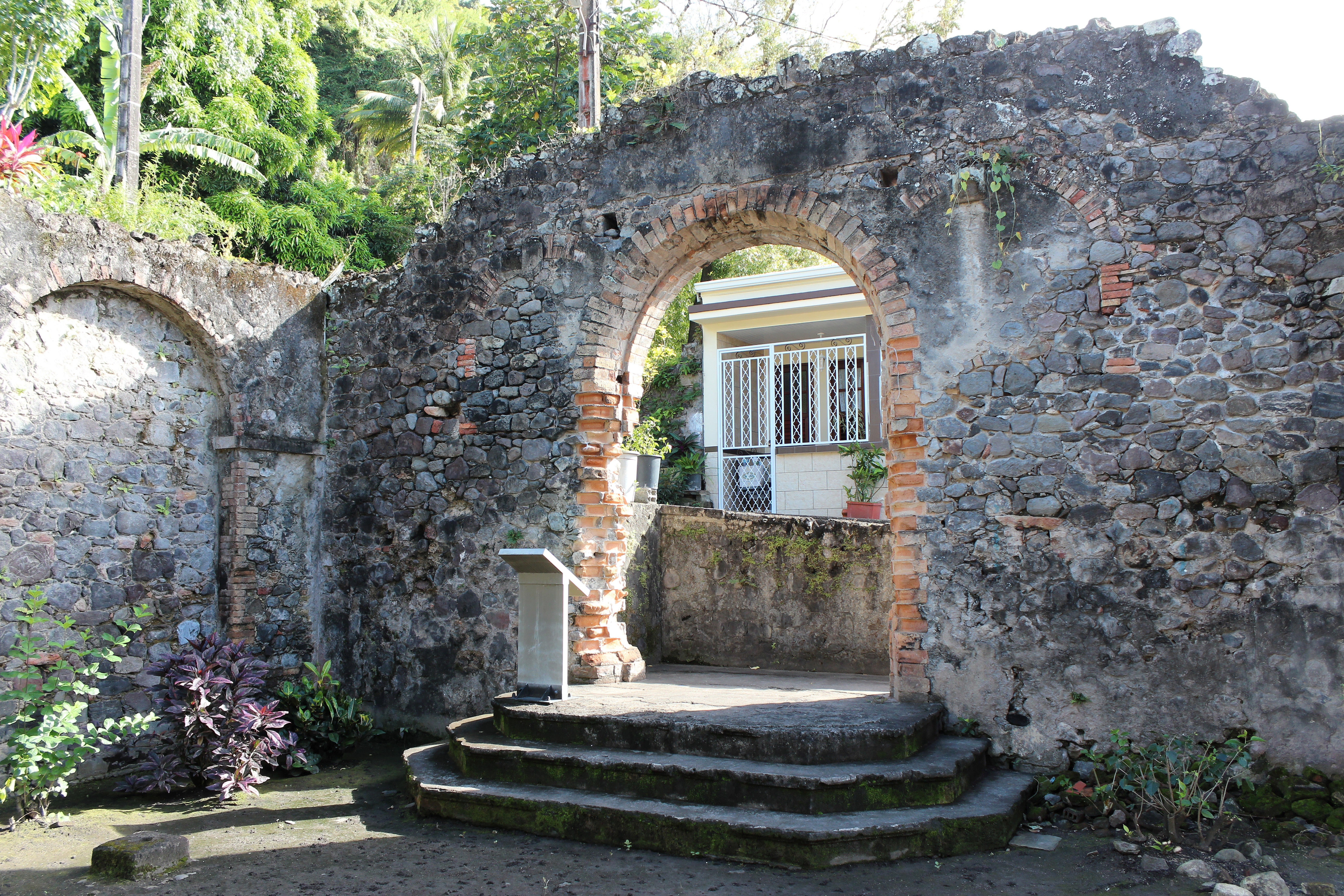
Revers du porche d'entrée de la chapelle.
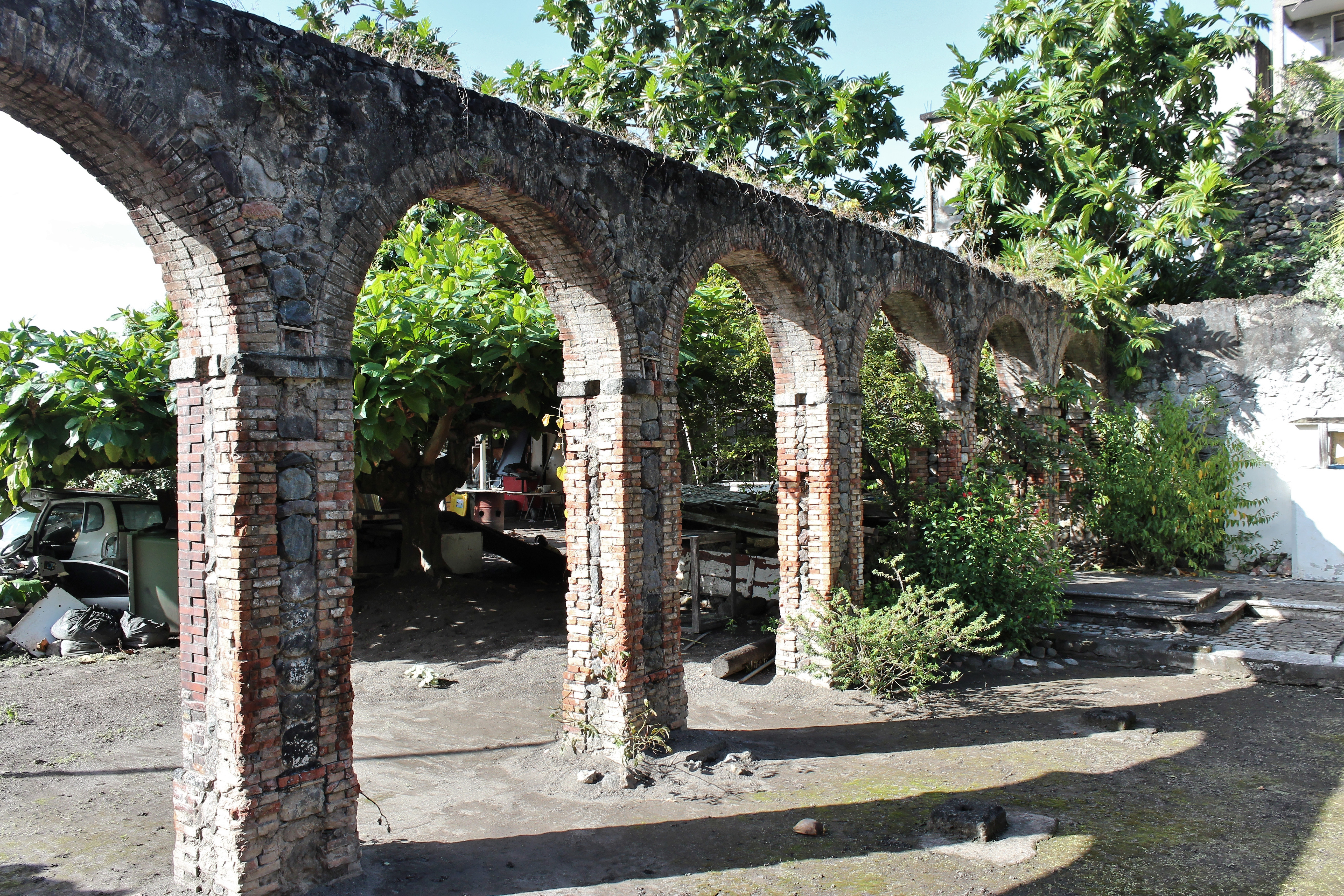
Arcades de la chapelle de l'asile Bethléem.
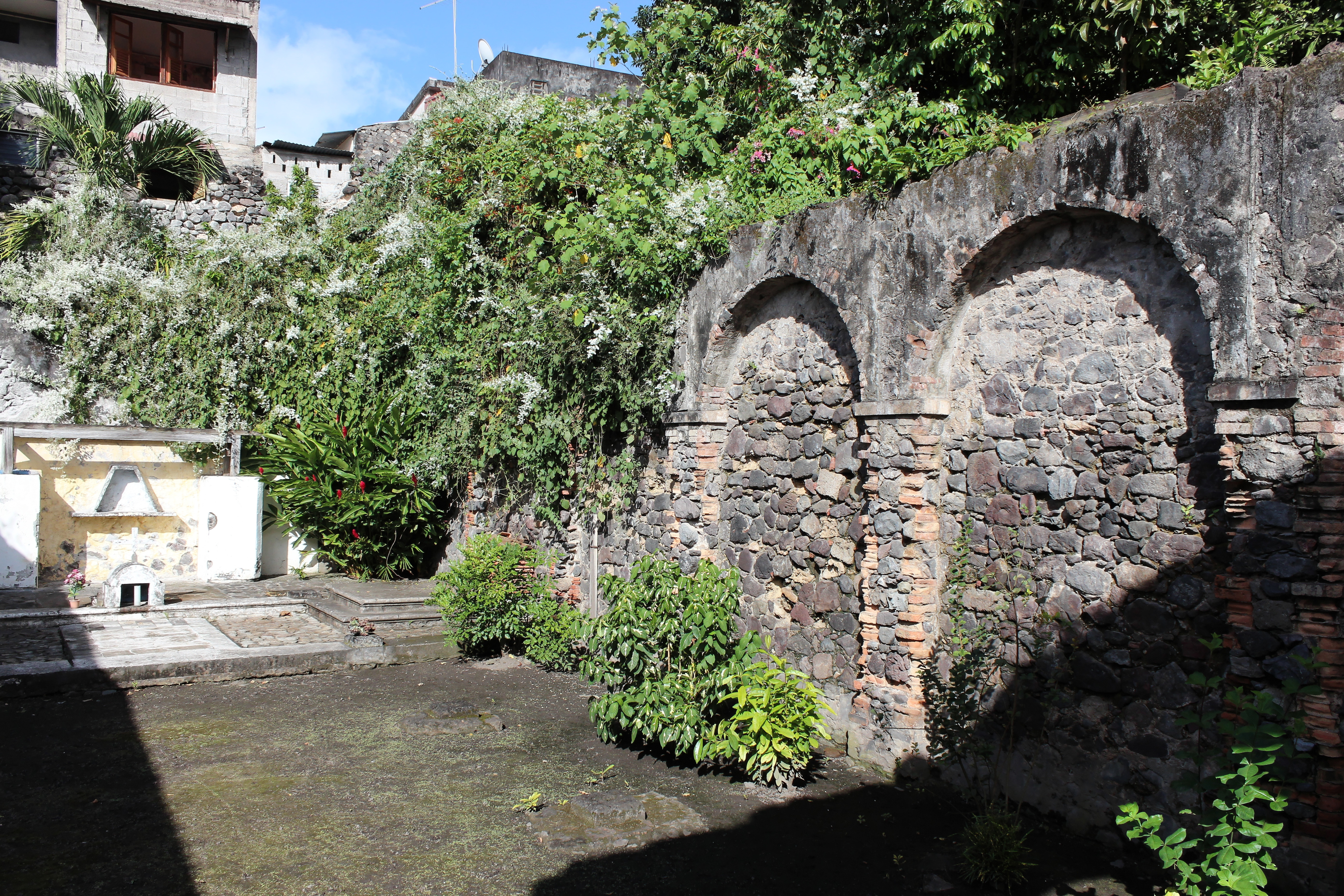
Nef et autel de la chapelle.

Les ruines de la chapelle avec la dalle funéraire de l'Abbé Gosse ont été inscrites à l'inventaire supplémentaire des monuments historiques par arrêté du 6 juin 1980. Le monument est la propriété d'une association.